# Aleksandr Markine (football, 1949-1996)
Aleksandr Andreïevitch Markine (russe : Александр Андреевич Маркин) (né le 10 octobre 1949 à Magnitogorsk en URSS et mort le 2 septembre 1996 à Saint-Pétersbourg en Russie) est un joueur de football soviétique (russe).
Il est surtout connu pour avoir terminé meilleur buteur du championnat d'URSS lors de la saison 1976 (automne).
Il meurt en 1996 dans l'incendie de son appartement, incapable d'en sortir car ivre. Son fils, Eduard, fut nommé en l'honneur d'Eduard Streltsov.

## Statistiques
| Saison                | Club                   | Championnat           | Championnat | Championnat | Coupe(s) nationale(s) | Coupe(s) nationale(s) | Total | Total |
| Saison                | Club                   | Division              | M.          | B.          | M.                    | B.                    | M.    | B.    |
| 1968                  | SKA-Khabarovsk         | D2                    | 19          | 0           | -                     | -                     | 19    | 0     |
| 1969                  | SKA-Khabarovsk         | D2                    | 29          | 10          | 1                     | 0                     | 30    | 10    |
| 1970                  | SKA-Khabarovsk         | D2                    | 35          | 6           | 1                     | 0                     | 36    | 6     |
| Sous-total            | Sous-total             | Sous-total            | 83          | 16          | 2                     | 0                     | 85    | 16    |
| 1971                  | Zvezda Perm            | D3                    | 4           | 3           | -                     | -                     | 4     | 3     |
| 1972                  | Zvezda Perm            | D2                    | 33          | 8           | 2                     | 0                     | 35    | 8     |
| 1973                  | Zvezda Perm            | D2                    | 37          | 15          | 2                     | 0                     | 39    | 15    |
| 1974                  | Zvezda Perm            | D2                    | 37          | 25          | 2                     | 0                     | 39    | 25    |
| Sous-total            | Sous-total             | Sous-total            | 111         | 51          | 6                     | 0                     | 117   | 51    |
| 1975                  | Zénith Léningrad       | D1                    | 26          | 6           | 2                     | 0                     | 28    | 6     |
| 1976                  | Zénith Léningrad       | D1                    | 28          | 18          | -                     | -                     | 28    | 18    |
| 1977                  | Zénith Léningrad       | D1                    | 14          | 2           | 4                     | 2                     | 18    | 4     |
| Sous-total            | Sous-total             | Sous-total            | 68          | 26          | 6                     | 2                     | 74    | 28    |
| 1978                  | SKA Rostov             | D2                    | 36          | 16          | 4                     | 0                     | 40    | 16    |
| 1979                  | SKA Rostov             | D1                    | 15          | 3           | 3                     | 3                     | 18    | 6     |
| 1980                  | Lokomotiv Tcheliabinsk | D3                    | 33          | 10          | -                     | -                     | 33    | 10    |
| Sous-total            | Sous-total             | Sous-total            | 84          | 29          | 7                     | 3                     | 91    | 32    |
| Total sur la carrière | Total sur la carrière  | Total sur la carrière | 346         | 122         | 21                    | 5                     | 367   | 127   |